# Pratītyasamutpāda
Con il sostantivo maschile sanscrito pratītyasamutpāda (devanāgarī: प्रतीत्यसमुत्पाद; pāli: paṭicca samuppāda, cinese: 十二緣 pinyin shieryuan, giapponese: 十二因縁 jūni innen, tibetano: rten 'brel yan lag bcu gnyis) si indica in quella lingua la dottrina buddhista della coproduzione condizionata, detta anche  originazione interdipendente o genesi dipendente, la quale spiega il prodursi dei fenomeni legati all'esistenza secondo una logica di causa ed effetto. L'individuazione del ciclo di cause che vanno rimosse per giungere al nirvana (sans., nibbāna, pāli) è un punto centrale della pratica buddhista. Il significato e il ruolo attribuito a questa dottrina varia a seconda degli insegnamenti delle differenti scuole buddhiste.

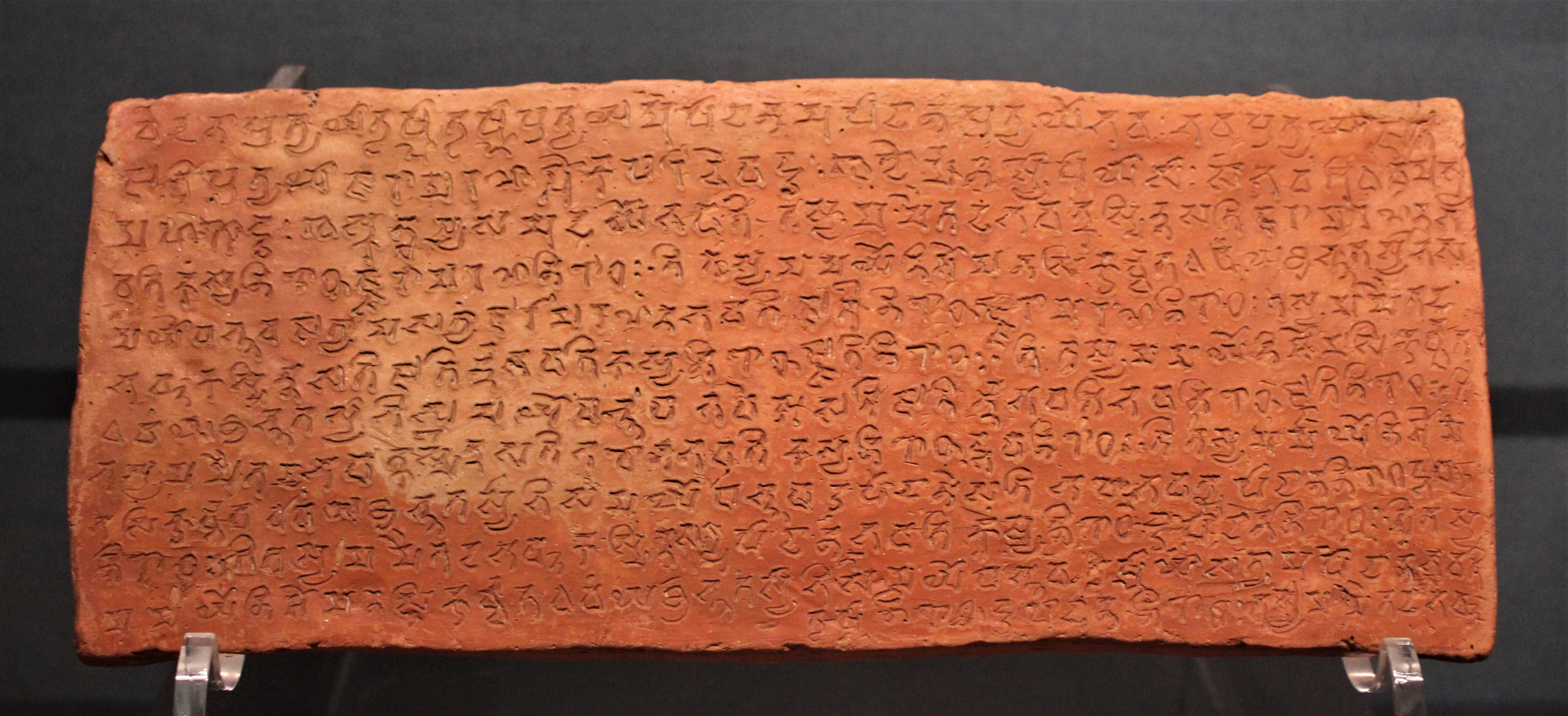
Tavoletta con sopra l'iscrizione del sutra sull'Origine Dipendente (dal distretto di Gorakhpur, 500 d.C.)

Una sua formulazione completa compare ad esempio in questo estratto del canone cinese:
(Gautama Buddha, Nidānasūtra T.D. 124, 547b-548a)
Il ciclo delle cause ed effetti comprende un certo numero di anelli (nidana), che negli insegnamenti appaiono in numero variabile, da nove a dodici, e anche di volta in volta con elementi diversi.  Una delle formulazioni più ricorrenti è però la seguente:
- Da avidyā (sanscrito; pāli: avijjā; cinese: 無明 wúmíng; giapp.:  mumyō; tib.: ma rig pa), ignoranza, mancanza di comprensione della verità, si produce saṃskāra (sanscrito; pāli: saṃkhāra; cinese: 行 xíng; giapp.: gyō; tib.:  'du-byed), l'insieme delle formazioni o coefficienti karmici che ci inducono ad attaccarci all'esistenza
- Dai coefficienti si produce vijñāna (sanscrito; pāli: viññāṇa; cinese: 識shí), la coscienza, che comprende la consapevolezza delle sensazioni, oltre all'attività mentale
- Dalla coscienza si produce nāma-rūpa (sanscrito e pāli; cinese: 名色 míng sè), nome e forma, vale a dire l'aspetto psicofisico
- Da nome e forma si producono le ṣaḍāyatana (sanscrito; pāli: saḷāyatanaṃ; cinese: 六入liù rù), le sei basi dei sensi (occhi, orecchie, naso, lingua, corpo e mente)
- Dalle basi dei sensi si produce sparśa (sanscrito; pāli: phassa; cinese: 觸 chù), il contatto tra i sensi e la coscienza sensoriale
- Dal contatto si produce vedanā (sanscrito e pāli; cinese: 受 shòu), la sensazione
- Dalla sensazione si produce ṭṟṣṇā (sanscrito; pāli: taṇhā; cinese: 愛 ài), la brama
- Dalla brama si produce upādāna (sanscrito e pāli; cinese: 取 qǔ), l'attaccamento
- Dall'attaccamento si produce bhava (sanscrito e pāli; cinese: 有 yǒu), l'essere, il divenire;
- Dall'essere si produce jāti (sanscrito e pāli; cinese: 生 shēng), la nascita
- Dalla nascita si produce jarāmarana (sanscrito; pāli: jarāmaraṇaṃ; cinese: 老死 lǎo sǐ), la vecchiaia e la morte.

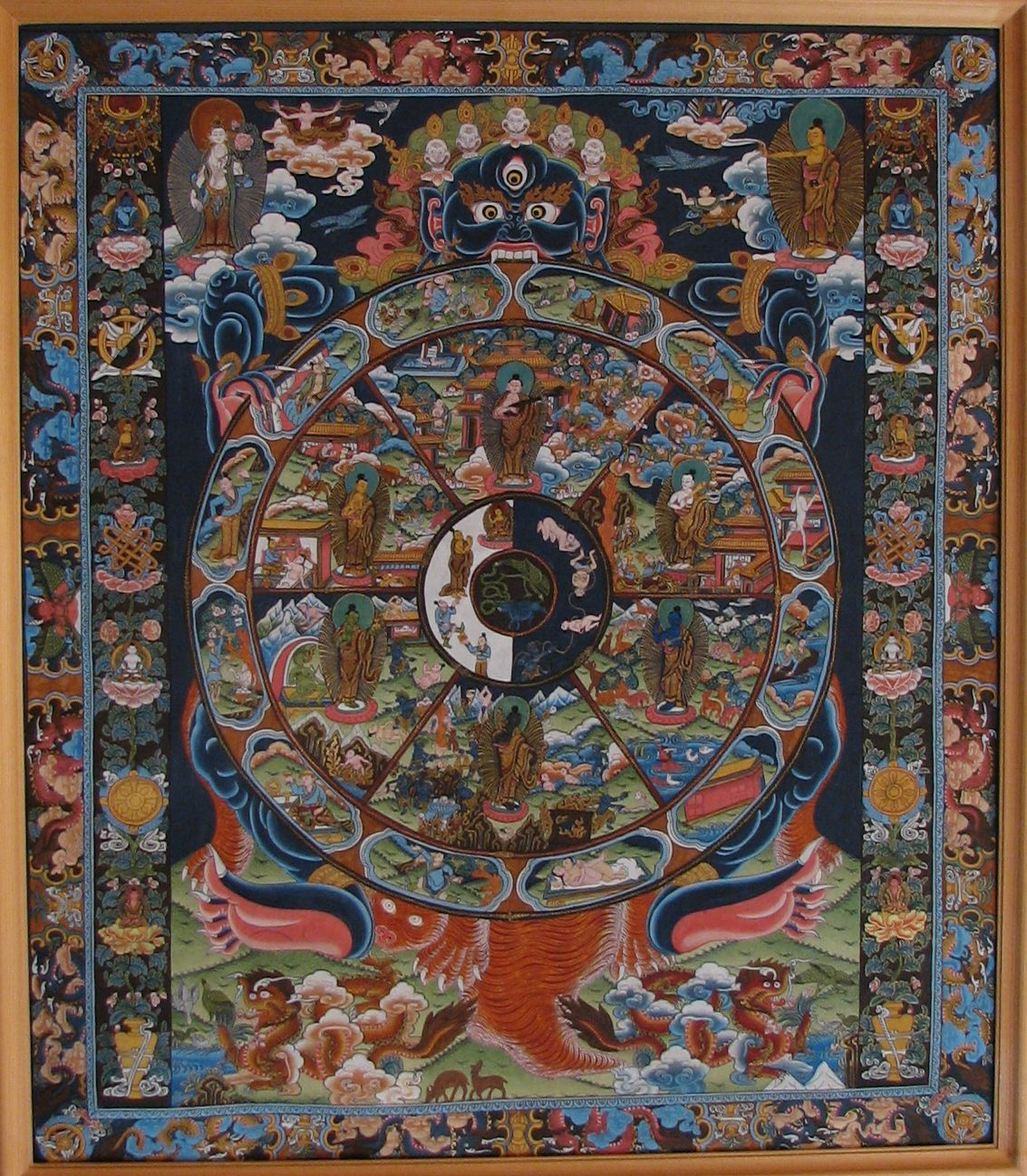
Bhavacakra, la ruota dell'esistenza

Questa catena di causa-ed-effetto può essere letta ed interpretata in più modi.  Ad esempio potrebbe essere considerata un ciclo e quindi ogni punto potrebbe essere considerato come quello iniziale: si potrebbe partire da avidyā, da nāma-rūpa o da vedanā. I dodici anelli, sul cui esatto significato si discute fin dall'antichità ma che probabilmente hanno sempre avuto più significati, sono stati divisi idealmente in tre gruppi: il primo, comprendente i primi due anelli, riguarda l'esistenza passata; il secondo, comprendente gli anelli dal terzo al decimo, si riferiscono all'esistenza presente; il terzo, che include gli ultimi due anelli, riguarda l'esistenza futura.
Nell'iconografia buddista la coproduzione condizionata è raffigurata con l'immagine della Ruota dell'esistenza.

Nel Upanisa Sutta del Samyutta-Nikaya (SN 12.23), la coproduzione condizionata viene spiegata in maggior dettaglio e si sviluppa ulteriormente alla nascita includendo, in ordine:
- dolore, derivato da nascita
- fede, derivata da dolore
- gioia, derivata da fede
- estasi, derivata da gioia
- serenità, derivata da estasi
- piacere, derivato da serenità
- concentrazione, derivata da piacere
- conoscenza profonda (visione del reale), derivata da concentrazione
- disincanto, derivato da conoscenza profonda
- distacco, derivato da disincanto
- liberazione, derivata da distacco
- fine degli influssi impuri, derivata da liberazione